# Nicolò Ogliari
Nicolò Ogliari (Parma, 27 aprile 1998) è un nuotatore artistico italiano, specializzato nel duo misto.

## Biografia
Si è formato presso l'Università degli Studi di Genova dove ha studiato scienze motorie. Gareggia per la Rari Nantes Savona. È allenato dalla direttrice tecnica della nazionale Patrizia Giallombardo.
Nel 2019 ha ottenuto il terzo posto in Coppa Europa.
Agli europei di nuoto di Budapest 2020, disputati nel maggio 2021 alla Duna Aréna, ha vinto la medaglia di bronzo nel duo misto programma tecnico, gareggiando con Isotta Sportelli. I due si sono esibiti nell’esercizio “Robot”, con la coreografia di Rossella Pibiri e la colonna sonora Dubstepic Symph dei Robotboys, e si sono classificati alle spalle dei russi Majja Gurbanberdieva e Aleksandr Mal'cev e degli spagnoli Emma García e Pau Ribes.

## Palmarès
| Anno | Manifestazione   | Sede     | Evento                        | Risultato | Prestazione | Note |
| ---- | ---------------- | -------- | ----------------------------- | --------- | ----------- | ---- |
| 2021 | Europei di nuoto | Budapest | Duo misto (programma tecnico) | Bronzo    | 77,4281 p.  |      |
| 2021 | Europei di nuoto | Budapest | Duo misto (programma libero)  | Bronzo    | 81,8667 p.  |      |